# Tvåtjärnarna (Ljusdals socken, Hälsingland)
Tvåtjärnarna är en sjö i Ljusdals kommun i Hälsingland och ingår i Ljusnans huvudavrinningsområde.